# Marcel Fässler (kierowca wyścigowy)
Marcel Fässler (ur. 27 maja 1976 roku w Einsiedeln) – szwajcarski kierowca wyścigowy.

## Kariera
Fässler rozpoczął karierę w wyścigach samochodowych w 1995 roku od startów we Francuskiej Formule Renault Campus. Z dorobkiem 217 punktów stanął na najniższym stopniu podium klasyfikacji generalnej. W późniejszych latach Szwajcar pojawiał się także w stawce Francuskiej Formule Renault, Francuskiej Formuły 3, Masters of Formula 3, Brytyjskiej Formuły 3, Grand Prix Makau, Niemieckiej Formuły 3, Deutsche Tourenwagen Masters, FIA GT Championship, Le Mans Series, 24-godzinnego wyścigu Le Mans, Niemieckiego Pucharu Porsche Carrera, A1 Grand Prix, French GT Championship, International GT Open, American Le Mans Series, VLN Endurance, FIA GT3 European Cup, Malaysia Merdeka Endurance Race, 24h Nürburgring, Intercontinental Le Mans Cup, Blancpain Endurance Series oraz FIA World Endurance Championship.
W DTM Szwajcar startował w latach 2000-2005. Największe sukcesy odnosił tu w pierwszych czterech sezonach startów, kiedy to startował w Mercedesie. W 2000 roku co prawda nie zwyciężał, ale sześciokrotnie stawał na podium. Uzbierane 116 punktów dało mu czwarte miejsce w klasyfikacji generalnej. Rok później odniósł pierwsze zwycięstwa w obu wyścigach na torze Motorsport Arena Oschersleben i ostatecznie znów był czwarty w klasyfikacji. W 2002 roku również odniósł dwa zwycięstwa oraz czterokrotnie stawał na podium. 30 punktów dało mu ponownie czwartą pozycję w końcowej klasyfikacji kierowców. W sezonie 2003 wystartował w dziesięciu wyścigach, spośród których pięć razy stawał na podium. Ostatecznie stanął na najniższym stopniu podium klasyfikacji generalnej. 
Od 2006 roku Fässler startuje w samochodach LMP1 24-godzinnego wyścigu Le Mans. W 2010 roku dołączył do fabrycznej ekipy Audi. Toteż w sezonie 2010 stanął na drugim stopniu podium. W latach 2011–2012, 2014 odnosił zwycięstwo mając za partnerów André Lotterera oraz Benoît Tréluyer. Wyścig ten jest zaliczany do mistrzostw FIA World Endurance Championship, w których w latach 2012-2013 Szwajcar był klasyfikowany odpowiednio na pierwszej oraz drugiej pozycji w końcowej klasyfikacji kierowców.